# Сухој Су-26
Сухој Су-26, (рус. Сухой Су-26) је једномоторни, једноседи лаки руски нискокрилни авион за акробатско летење развијен првом половином 1980—их година.

## Пројектовање и развој
Авион Сухој Су-26 је пројектован и направљен у фабрици Сухој и намена му је обука и тренажа у акробатском летењу као и за државна и међународна такмичења у акробатском летењу. Пројект је почео да се ради 1983, а завршен је 30. јуна 1984. кад је обављен први пробни лет. Главни пројектант је био В. П. Кондратијев. Авион је први пут приказан светској јавности на Светском првенству у акробатском летењу одржаном у Мађарској августа месеца 1984. године. На основу овог модела авиона развијени су касније модели Су-29 и Су-31.

### Технички опис
Сухој Су-26 је лаки авион за акробатско летење пилота. То је авион мешовите конструкције нискокрилни једнокрилац са једним клипним ваздухом хлађеним радијалним мотором са 9 цилиндара, фиксним стајним трапом конвенционалног типа. Опремљен је мотором од 270 kW произвођача Веденејев М-14П, и трокраком елисом од композитног материјала (Hoffman) променљивог корака са редуктором. Авион је робусне конструкције направљен од лаких композитних материјала, пластике и стаклених влакана, углљеничних влакана, нерђајучег челика високе еластичности, титанијума и алуминијумских легура. Учешће композитних материјала у укупној маси авиона износи преко 50%. Његова робусна конструкција толерише G оптерећења у границама од +12 до -10 а то је граница коју могу да поднесу само ретки акробатски пилоти. Крила авиона су трапезастог облика са равном нападном ивицом и равним завршетком. Пилот је смештен у затвореном кокпиту који је смештен иза крила. Унутрашњост кабине авиона је ергономски прилагођена пилоту, са удобним седиштем, нагнутим под углом од 35° и појасом за везивање. Дизајн кабине омогућава пилоту да прецизно контролише положај авиона у простору. Авион је опремљен седиштем за катапултирање у случају ванредне опасности.

### Варијанте
- Су-26 - први прототип авиона Су-26 са мотором Веденејев М-14П снаге 270kW и двокраком елисом,
- Су-26М - унапређена верзија авиона Су-26 са трокраком елисом Хофман, побољшаном аеродинамиком и смњеном тежиномод 30 kg,
- Су-26МКХ - верзија авиона Су-26 са повећаним долетом, опремљен додатним резервоарима у крилу авиона, 11 ових авиона је испорућено купцима у САД и Швајцарској,
- Су-26М2 - направљено је 13 ових авиона са додатним резервоарима и димним уређајем, авиони су испоручени купцима у Русији, Аустралији, САД и другим земљама,
- Су-26М3 - верзија авиона Су-26М са мотором  снаге 320kW, авиони су испоручени Аргентини.

## Оперативно коришћење
Посаду авиона Сухој Су-26 сачињава 1 члан тј. пилот. Већ 1986. године овај авион осваја награде на светским шампионатима у акробатском летењу, а модификација овог авиона Су-26М3 са мотором М-9Ф снаге 320 kW. Доминира светским шампионатима 2003. и 2005. године као и европским шампионатом 2004. године. Од укупно 153 примерака ових авиона који су произведени до 2003. године 128 је испоручено страним купцима. Од првог појављивања у свету 1986. па до 1996. године, овај авион је освојио преко 150 медаља о којих 90 златних. Авион Сухој Су-26 се користи већ 25 година одупирући се свим конкурентима, учествујући на готово свим светским акробатским такмичењима, што несумњиво потврђује квалитет овог авиона

## Земље које користе овај авион
- Аргентина
- Аустралија
- Русија
- Немачка
- Јужна Африка
- Уједињено Краљевство
- Швајцарска
- Шпанија
- САД